# كريستوف يانكر

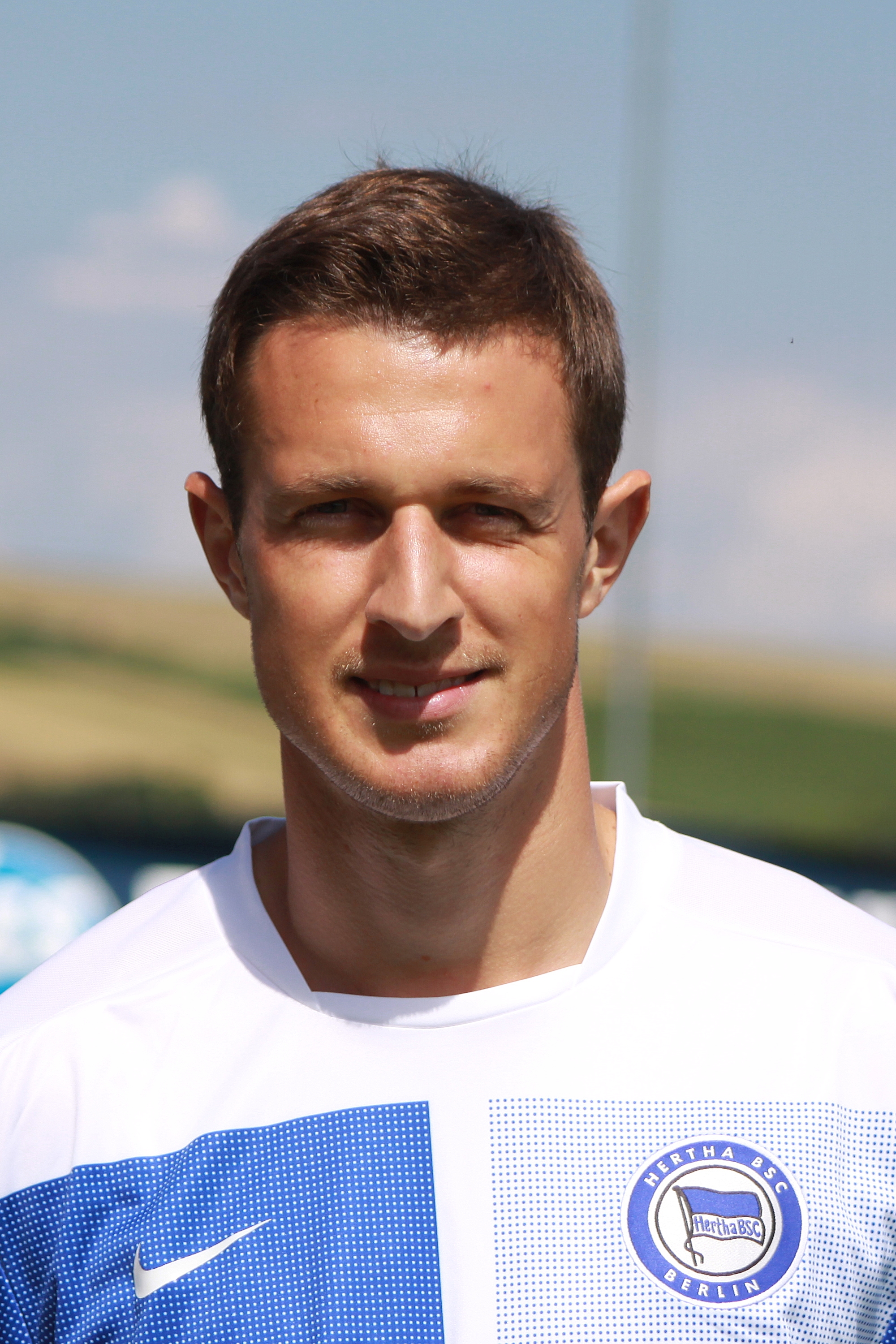
كريستوف يانكر

كريستوف يانكر (بالألمانية: Christoph Janker)‏ (مواليد 14 فبراير 1985 في كام - ألمانيا الغربية) لاعب كرة قدم ألماني يلعب حاليا لصالح نادي الدرجة الأولى هرتا برلين الألماني منذ 2009 في مركز قلب الدفاع . .

## روابط خارجية
- كريستوف يانكر على موقع قاعدة بيانات كرة القدم.إي يو (الإنجليزية)
- كريستوف يانكر على موقع بيانات كرة القدم. دي إي (الألمانية)
- كريستوف يانكر على موقع Soccerway.com (الإنجليزية)
- كريستوف يانكر على موقع عالم كرة القدم.نت (الإنجليزية)
- كريستوف يانكر على موقع كووورة
- كريستوف يانكر على موقع AS.com (الإسبانية)